# Tadeusz Rybkowski

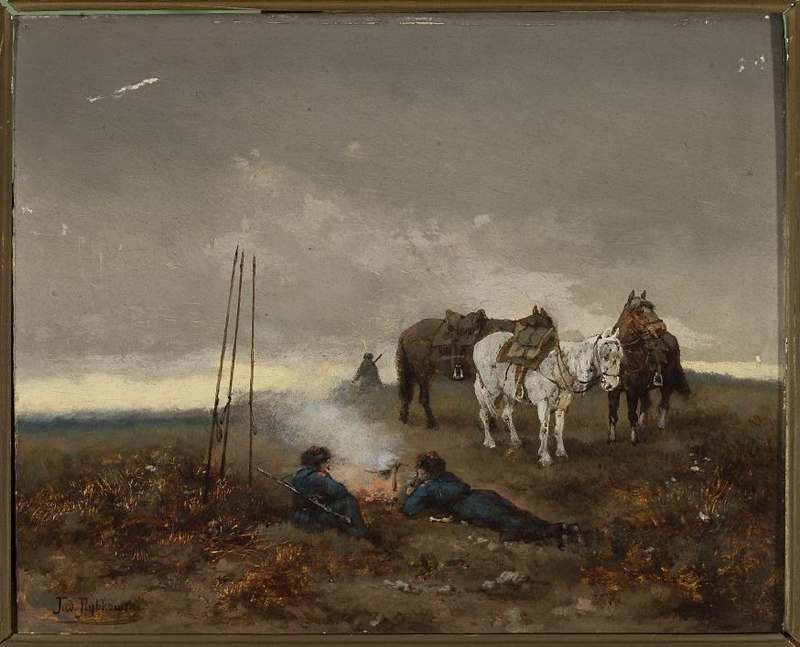
Czaty kozackie, pictură în ulei de Tadeusz Rybkowski

Tadeusz Rybkowski (n. 1848, Kielce - d. 1926, Liov) a fost un pictor și desenator polonez. În anii 1872-1875 a studiat la Școala de Arte Frumoase din Cracovia, apoi, între 1875-1878 la Academia de Arte Frumoase din Viena. A călătorit în Italia și Germania. În 1893 s-a stabilit la Liov, unde, a devenit profesor de pictură la Școala Industrială de Stat.
Tadeusz Rybkowski cel mai frecvent a pictat scene rurale, printre care, vânători, iarmaroace, târguri, săniuș. A ilustrat cărți și a practic pictura decorativă pe pereți.